# Winterville (gruppo musicale)
I Winterville sono stati una band inglese blues rock, la cui musica è stata influenzata dal Blues anni '60 di band come i Cream, e dal Grunge anni '90 di band come i Soundgarden. Hanno pubblicato diversi singoli e un album.
Quando la band si formò nel 2003 si chiamava "The Others", con quel nome pubblicarono il loro primo EP. Con l'emergere di un altro gruppo con lo stesso nome, il nome fu cambiato in "The Keytones". Ancora una volta, un altro gruppo aveva quel nome, così la band si denominò "Winterville". Anche un artista australiano ha lo stesso nome, ma ciò non ha avuto influenza su un ulteriore cambio del loro nome.

## Lo scioglimento
Il 3 gennaio 2007 tutte le informazioni e le caratteristiche sono state rimosse dal sito ufficiale dei Winterville e sostituite con una sola pagina con il seguente messaggio:
(Pietro, Joss & Mario "Wintervilleonline.com")
La scissione è stata estremamente improvvisa ed il motivo è ancora sconosciuto tra gli appassionati. La band era nella fase di lavoro sul materiale per il loro secondo album.